# Hoxton Gang
La Hoxton Gang fu una banda di strada operante nel distretto di Soho, a Londra, nel periodo tra le due grandi guerre del XX secolo. È stata una delle tante gang che si contrapposero violentemente al boss Charles "Darby" Sabini e alla mafia italiana, soprattutto per il controllo delle scommesse clandestine
Durante gli anni trenta, la gang controllò una parte degli affari riguardanti il mondo delle corse clandestine e delle estorsioni e, nel 1936, alcuni membri del gruppo si resero protagonisti di un singolare episodio: circa trenta affiliati alla gang aggredirono un bookmaker e il suo assistente a colpi di martello e armati di tirapugno poco prima dell'inizio di una corsa nel distretto di Lewes. Per quell'episodio 15 membri della gang furono arrestati e condannati a 43 anni di prigione.